# Christian Friedrich Schönbein
Christian Friedrich Schönbein, född 18 oktober 1799 i Metzingen, död 29 augusti 1868 i Baden-Baden, var en tysk kemist.
Schönbein studerade i Tübingen och Erlangen, var 1826 på en studieresa i Storbritannien och Frankrike samt utnämndes 1828 till professor i Basel, där han även blev hedersborgare och medlem av Stora rådet. 
Genom flera viktiga upptäckter gjorde Schönbein sig ett berömt namn i kemins historia. Sålunda upptäckte han 1838 principen bakom bränslecellen, vilken publicerades i tidskriften "Philosophical Magazine" i januari 1839. Vidare upptäckte han ozon 1839 samt nitrosackarin, kollodium och bomullskrut 1845. 
Schönbein fann också, att ammoniumnitrat uppkommer vid förbränningsprocesser. Han studerade senare (1860) oxidationsprocesser och väteperoxids sönderdelning under inflytande av katalysatorer. Resultaten av sin forskning framlade han i tidskrifter och samlingsverk. 
Georg Wilhelm August Kahlbaum utgav Schönbeins brevväxling (20 brev 1836-47) med Jöns Jacob Berzelius (1898), tillsammans med Francis Darbishire Letters of Faraday and Schönbein (1899) och jämte Eduard Thon Briefwechsel Schönbeins mit Liebig (1900).